# Друга влада Алексе Јовановића
Друга влада Алексе Јовановића је била влада Краљевине Србије од 18. фебруара до 2. априла 1901.

## Чланови владе
| Функција                                         | Слика                  | Име и презиме        | Детаљи                      |
| ------------------------------------------------ | ---------------------- | -------------------- | --------------------------- |
| Председник Министарског савета и министар правде |                        | Алекса С. Јовановић  |                             |
| Министар иностраних дела                         |                        | Михаило В. Вујић     |                             |
| Министар унутрашњих дела                         |                        | Никола Д. Стевановић |                             |
| Министар финансија                               |                        | Михаило М. Поповић   |                             |
| Министар просвете и црквених дела                |                        | Павле Маринковић     |                             |
| Министар војни                                   |                        | Милош Васић          |                             |
| Министар грађевина                               |                        | Андреја Јовановић    |                             |
| Министар народне привреде                        |                        | Михаило М. Поповић   | заступник, до 8/21.2. 1901. |
| Министар народне привреде                        | Милован Ђ. Миловановић |                      |                             |